# Batalla del Bosc de Hürtgen
La batalla del Bosc de Hürtgen és com es coneix a una sèrie de ferotges batalles entre les forces americanes i les alemanyes durant la Segona Guerra Mundial al Bosc de Hürtgen (entre Bèlgica i Alemanya), que acabà sent la batalla més llarga que els Estats Units han combatut mai en la seva història. Els enfrontaments van tenir lloc entre el 19 de setembre de 1944 i el 10 de febrer de 1945, en un espai de 130km², a l'est de la frontera entre Bèlgica i Alemanya.
L'objectiu inicial dels comandants americans era afeblir les forces alemanyes a la zona i evitar que reforcessin les línies del front més al nord, entre Aquisgrà i el Rur, on els Aliats estaven lluitant a una zona de ciutats i pobles fortificats, amb les carreteres fortificades, amb trampes pels tancs i camps minats. Un objectiu secundari era una maniobra per flanquejar la línia del front. Els objectius inicials americans eren conquerir Schidt, i avançar cap al Rur. Els alemanys van defendre la zona per dos motius: era una zona de reunió per a la propera Ofensiva de les Ardenes, que llavors es trobava en estadi de preparatius, i perquè hi havia un accés cap al Schwammenauel Dam, al capdamunt del Llac del Rur que, si s'obria, podia inundar moltes zones i impedir que fos travessat. Els alemanys van poder mantenir la regió fins que van llançar la seva darrera ofensiva a les Ardenes.

## Rerefons
A mitjans de setembre de 1944, la persecució aliada de les forces alemanyes després dels desembarcaments de Normandia era terriblement lenta donada l'extensió de les línies de subministrament i dels reforços alemanys. El següent objectiu estratègic era pujar pel riu Rin a través de tot el seu curs i preparar-se per creuar-lo. El Primer Exèrcit del General Courtney Hodges s'enfrontà a una gran resistència a la zona d'Aachen i va percebre una amenaça potencial de les forces alemanyes fent servir el bosc de Hürtgen com a base.
A inicis d'octubre, arribà la 1a Divisió d'Infanteria, amb elements del XIX i del VII Cossos americans, els quals havien envoltat Aachen. Si bé s'oferí la rendició a la guarnició alemanya de la ciutat, el comandant alemany Oberst Gerhard Wilck rebutjà la capitulació fins al 21 d'octubre.
Era necessari retirar l'amenaça al Rur. En mans alemanyes, l'aigua podia ser alliberada, ofegant les forces que estiguessin operant allà. Pels comandants americans (Bradley, Hodges i Collins) la ruta directa era a través del bosc.

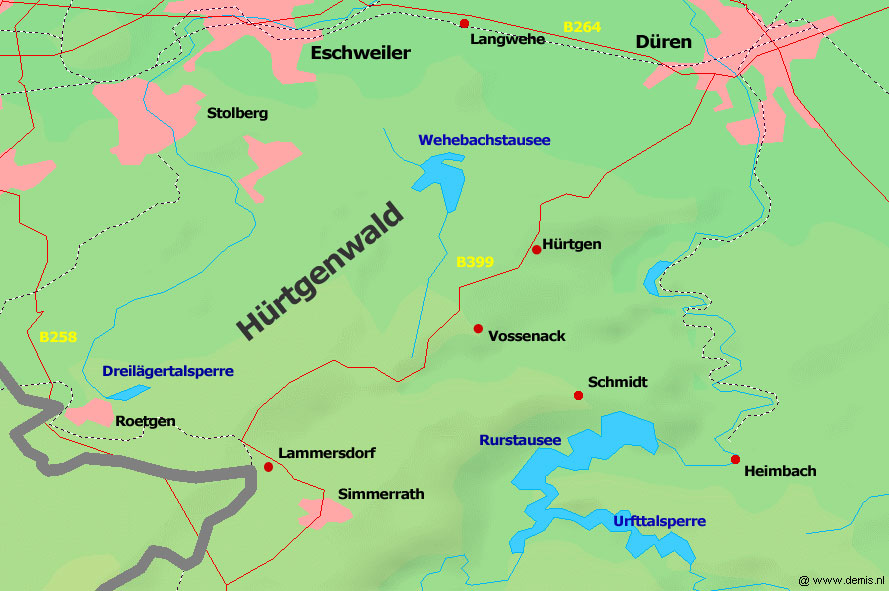
Mapa de la zona de la batalla

El bosc de Hütgen ocupa una zona entre el Rur i Aachen. Aquest dens bosc de coníferes és travessat per algunes carreteres i tallafocs. A la tardor i a l'hivern de 1944, el clima era frígid. Les condicions variaven des de la sequedat a la neu.
Els defensors alemanys havien preparat la zona amb blocats, camps de mines, filferro espinós i trampes amagades a la neu. També hi havia molts búnquers, la majoria dels quals formaven part de les defenses de la Línia Sigfrid, que també era el centre de resistència. El bosc dens també permetia la infiltració i l'atac pels flancs, i sovint dificultava establir una línia de front o assegurar que la zona estava neta d'enemic. L'escassetat de camins també permetia que els equips alemanys de metralladores, morters i artilleria ajustessin les seves posicions i tinguessin una temible precisió. A més, la densitat del bosc i el terreny difícil evitaven l'ús de la superioritat aèria aliada, la qual es trobava en grans dificultats per trobar qualsevol objectiu.
L'avantatge numèric americà (5 a 1) en blindats, mobilitat i suport aeri eren enormement reduïts pel temps i el terreny. Al bosc, grups relativament petits de defensors decidits i preparats podien ser molt efectius. A mesura que les divisions americanes tenien baixes, aquestes eren substituïdes per soldats de lleva inexperts. El bosc impenetrable també limitava l'ús de tancs, amenaçats també pels equips antitanc equipats amb panzerfausts. El transport també es veia limitat per la manca de rutes segures: en els moments difícils es demostrà difícil reforçar o portar subministraments a les unitats al front o evacuar-ne'n els ferits. Els exèrcits alemanys també patien els mateixos problemes (les seves divisions havien patit greus pèrdues durant la retirada de França i estaven plenes de nois sense entrenament, homes incapaços pel servei actiu i vells). El transport també era un problema donada la dificultat del terreny i la manca de camions i de combustible. La major part dels subministraments havien de ser portats a mà fins al front. Però els defensors alemanys tenien l'avantatge de què els seus comandants i molts dels seus soldats ja portaven diversos anys de lluita i havien après les tàctiques necessàries per lluitar amb eficàcia a l'hivern i en zones boscoses, zones on els americans si bé estaven ben entrenats, eren inexperts.
Les mides del bosc també afavorien els defensors. El foc d'artilleria es preparava perquè explotés a l'aire, provocant una pluja de metralla i de branques dels arbres. Mentre que els defensors estaven protegits de la metralla a les seves posicions, els atacants, sovint en camp obert, eren molt més vulnerables. A més, les patrulles americanes de morters necessitaven clarianes per treballar, i aquestes eren escasses i perilloses, car la seva situació era coneguda pels alemanys, per la qual cosa el suport de morters era sovint impossible per a les patrulles de fusellers.

### Exèrcits oposats
El bosc de Hürtgen estava a la zona del Primer Exèrcit americà de Courtney Hodges, i la responsabilitat de la zona estava a mans del V i del VII Cossos.
A l'inici, el bosc estava defensat per les divisions d'infanteria 275a i 353a, si bé ambdues sense completar, però estaven ben preparades (5.000 homes, amb 1.000 a la reserva), i comandades pel General Hans Schmidt, amb un lleuger suport d'artilleria però sense tancs. A mesura que la batalla progressava, van arribar reforços. Les expectatives americanes respecte al fet que aquestes tropes eren febles i preparades a retirar-se no es va correspondre a la realitat.

#### Divisions americanes
- 1a Divisió d'Infanteria

- 4a Divisió d'Infanteria
- 8a Divisió d'Infanteria
- 9a Divisió d'Infanteria
- 28a Divisió d'Infanteria
- 78a Divisió d'Infanteria
- 83a Divisió d'Infanteria
- 104a Divisió d'Infanteria
- 3a Divisió Blindada
- 5a Divisió Blindada
- 7a Divisió Blindada
- 82a Divisió Aerotransportada
- 366è Grup de Caces

#### Divisions alemanyes
- 3a Fallschirmjäger-Division
- 12a Volksgrenadier-Division
- 47a Volksgrenadier-Division
- 89a Infanterie-Division
- 116a Panzer-Division
- 272a Volksgrenadier-Division
- 275a Infanterie-Division
- 344a Infanterie-Division
- 353a Infanterie-Division

## La Batalla

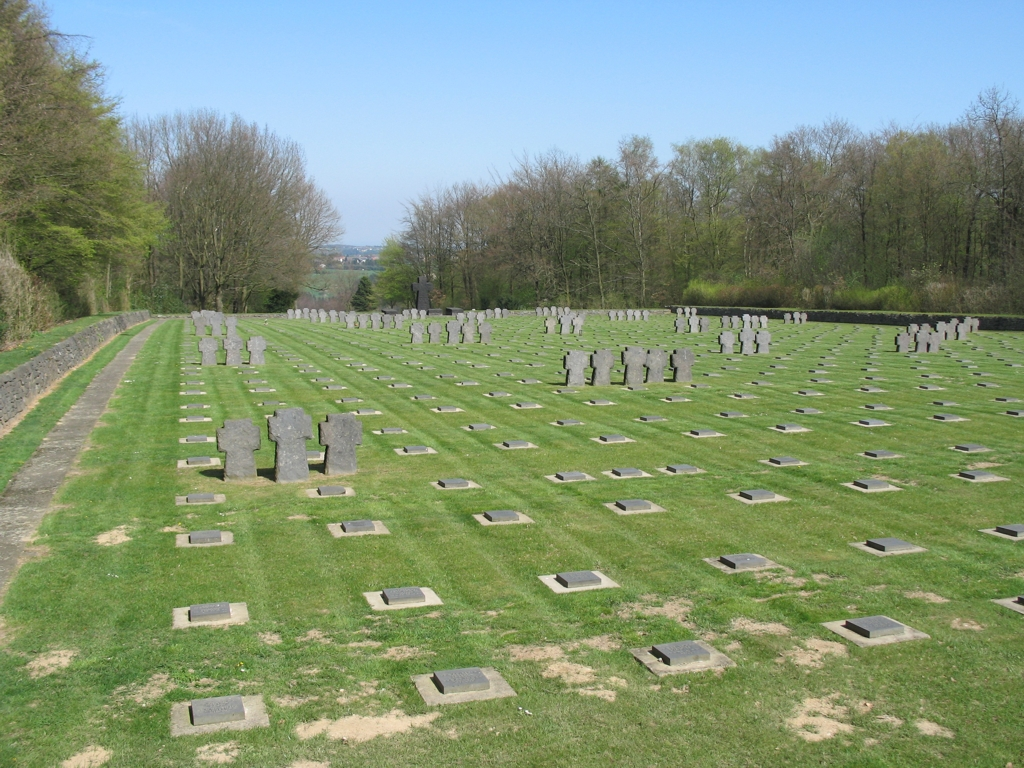
Cementiri de guerra a Vossenack

### Primera Fase
La primera fase de la batalla es concentrà als voltants de la ciutat de Schmidt, a la part sud del bosc, que era un important punt en la ruta de subministraments alemanys.
Els combats es van iniciar el 19 de setembre de 1944, quan una avançada del 60è Regiment d'Infanteria s'endinsà al bosc, però va veure's obligat a retirar-se pel terreny i l'oposició.
El 5 d'octubre, la 9a Divisió d'Infanteria atacà Schmidt fent servir els Regiments 60è i 39è, mentre que el 47è restava en una posició defensiva. La carretera Monschau-Düren no va trigar a ser tallada, però ambdós regiments van veure's molt alentits per la defensa i van patir greus pèrdues: el 2n batalló del 60è va ser reduït a un terç dels seus homes en finalitzar el primer dia, i el 39è va ser aturat a Weisser Weh. L'evacuació o rebre subministraments era molt difícil o impossible.
El 16 d'octubre, guanyar 3.000 iardes havia tingut un cost de 4.500 baixes. La 28a Divisió d'Infanteria, una unitat de la Guàrdia Nacional de Pennsilvània arribà per rellevar a la 9a
La 28a Divisió va ser reforçada amb blindats, transports i suport aeri. Dels seus 3 regiments, un va ser desplegat per protegir el flanc nord, un altre per atacar Germeter i el tercer per capturar Schmidt, l'objectiu principal. La regió tenia una orografia terrible, que impedia qualsevol moviment de blindats, tot i la necessitat dels tancs per donar suport a la infanteria.
L'atac de la 28a Divisió començà el 2 de novembre; amb els defensors expectants i disposats. El 109è Regiment d'Infanteria va topar després d'avançar només 300 iardes amb un camp de mines inesperat, a més de patir foc de morter i d'artilleria, així com diversos contraatacs. Després de dos dies s'aconseguí avançar una milla. El 112è Regiment atacà Vossenack i els seus voltants, que va ser capturat el 2 de novembre, però llavors es veié aturat per una forta resistència, així com pel difícil terreny. El 110è Regiment va haver de netejar el bosc als voltants del riu Kall, capturant Simonskall i mantenint una ruta de subministrament per avançar cap a Schmidt, enfrontant-se de nou al mal temps, a les defenses disposades, a uns defensors determinats i al terreny. El temps impedí qualsevol suport tàctic aeri fins al 5 de novembre.
El 112è conquerí Schmidt el 3 de novembre, tallant la ruta alemanya de subministrament cap a Monschau, però la rebuda de subministraments, reforços o l'evacuació de ferits era impossible, car el Kall estava bloquejat. Un contraatac alemany realitzat per tancs de la 116a Divisió Panzer i tropes d'infanteria de la 87a Divisió expulsà ràpidament als americans de Schmidt, sent incapaços de contraatacar. Durant dos dies, el 112è suportà una dura pressió per mantenir les seves posicions als afores de Schmidt.
El 6 de novembre, el 12è Regiment d'Infanteria va separar-se de la 4a Divisió i enviat a la 28a.
A Vossenack, el 2n batalló del 112è es desintegrà després de rebre un bombardeig constant. Seguint a l'arribada providencial de dues seccions blindades, formades per tancs i destructors de tancs M10 Wolverine, recolzades per les restes del 2n batalló i per dues companyies del 146è d'Enginyers operant com a infanteria, els americans contraatacaren, prosseguint els combats a Schmidt fins al 10 de novembre.

### Segona fase
En aquesta fase, la 4a Divisió americana tingué la tasca de netejar la meitat nord del bosc, entre Schevenhütte i Hürtgen, conquerir Hürtgen i avançar cap al Rur, al sud de Düren. Des del 10 de novembre, la missió principal del VII Cos seria arribar fins al riu. La 4a Divisió estava dirigida cap Hürtgen, si bé el 12è Regiment d'Infanteria estava molt danyada de la seva acció a Schmidt, quedant només amb dos regiments efectius per a acomplir la tasca assignada a la divisió. El VII Cos s'enfrontava a forces alemanyes originàries sobretot del LXXXI Cos (format per 3 divisions sense completar). Al Hürtgen hi havia la 275a Divisió, amb 6.500 homes i 150 peces d'artilleria, disposats i preparats.

Segons descriu un informe, 
El VII Cos Americà del 1r Exèrcit atacà el 16 de novembre de 1944 amb les Divisions d'Infanteria 1a, 4a i 104a per netejar el bosc de Hürtgen i el camí del 1r Exèrcit cap al riu Rur. Després de durs combats, primer per la 4a Divisió, el VII Cos atacà i s'aturà. El V Cos continuà el 21 de novembre de 1944. atacant amb la 8a d'Infanteria, el V Cos aconseguí capturat Hürtgen el 28 de novembre de 1944.
L'atac s'inicià el 6 de novembre. Els dos regiments d'infanteria van atacar en dues columnes paral·leles: el 8è per la banda nord del bosc cap a Düren, i el 22è al sud en paral·lel. Els flancs oberts invitaven a la infiltració (una tàctica semblant a un altre lloc hagués sigut un desastre)
Els atacs del 8è Regiment a Rother Weh van topar una dura resistència i van ser rebutjats amb greus pèrdues. El 22è fracassà en el seu intent de capturar Raven, colpejat per un foc potent de metralladores i d'artilleria. Després de 3 dies de combats hi havia 300 baixes, incloent els oficials i sots-oficials.
El 8 de novembre els tancs es van tornar essencials, i els enginyers van haver d'obrir rutes pels tancs al bosc. Les comunicacions i la logística seguien sent un problema, per la qual cosa l'atac s'hagué d'aturar el 19 de novembre per permetre el reaprovisionament i l'evacuació dels ferits. Els alemanys van rebre reforços de les Divisions 344a i 353a, amb la qual cosa la resistència s'endurí. El 20 de novembre, Russell J. York, un metge del 4t Batalló d'Enginyers, guanyà una Estrella de Plata a Eeisser Weh quan un dur bombardeig impossibilitava la construcció d'un pont.
La responsabilitat tornà al V Cos i, el 21 de novembre, la 8a Divisió atacà l
 avall del Weisser Weh, continuant cap a Hütgen. El 121è Regiment d'infanteria topà amb una zona altament defensada. Tot i el suport de blindats del 10è Batalló de tancs, l'avanç amb prou feines van ser de 500 metres. Hürtgen va ser conquerit el 29 de novembre, i la batalla prosseguí fins a Kleihau, una kilòmetre al nord.
L'acció final al bosc de Hürtgen va ser a Merode, a la punta nord-est del bosc. Dues companyies americanes van conquerir el poble, però després van ser destruïdes en un contraatac alemany.
Elements de la 8a i de la 28a divisions d'infanteria van avançar llavors cap a Brandenberg. La 28a Divisió, igual que havia fet la 9a abans (i la 4a, que rellevaria a la 28a), també va patir greus baixes durant la seva estada al bosc. El 14 de novembre, el 2n Batalló de Rangers arribà a rellevar homes del 112è Regiment d'Infanteria. El 6 de desembre, els Rangers van avançar cap a Bergstein i van conquerir la posició estratègica del Turó 400. Poc després, el 12 de desembre, les forces americanes van capturar les ciutats de Gey i de Strass.

## Després de la batalla
El 16 de desembre de 1944, les forces alemanyes van iniciar l'Operació vigilància del Rin, iniciant la batalla de les Ardenes. L'atac va ser una sorpresa per a les forces aliades, agafant-les amb la guàrdia baixa i creant una gran protuberància a les seves línies. Les unitats americanes a la zona, incloent les divisions d'infanteria 8a i 104a, així com les aerotransportades 82 i 101 van prendre part en una defensa desesperada en una de les batalles més importants de la guerra i de les majors de la història dels Estats Units.
L'Ofensiva de les Ardenes va ser aturada a mitjans de gener i a inicis de febrer, les forces americanes van atacar des del bosc de Hürtgen. Dl 10 de febrer, el Schwammenauel dam va ser capturat pels americans, però els alemanys van obrir els dics i el vall de Rur estava anegat, aturant l'ofensiva per travessar el Rin dues setmanes, fins que els atacants van aconseguir travessar el riu el 23 de febrer, un cop les aigües havien baixat.
Dos soldats de la 4a Divisió d'Infanteria van ser condecorats amb la Medalla d'Honor per les seves accions durant la batalla. Un d'ells era el Tinent Coronel George Mabry, el segon soldat de la II Guerra Mundial més condecorat.
Per un altre costat, el soldat ras Edward Donald Slovik, destinat a la 28a Divisió, preferí enfrontar-se a un Consell de guerra a lluitar al Bosc de Hürtgen. El 31 de gener de 1945 esdevingué el primer soldat estatunidenc executat per deserció des de la Guerra Civil dels Estats Units.

### Baixes

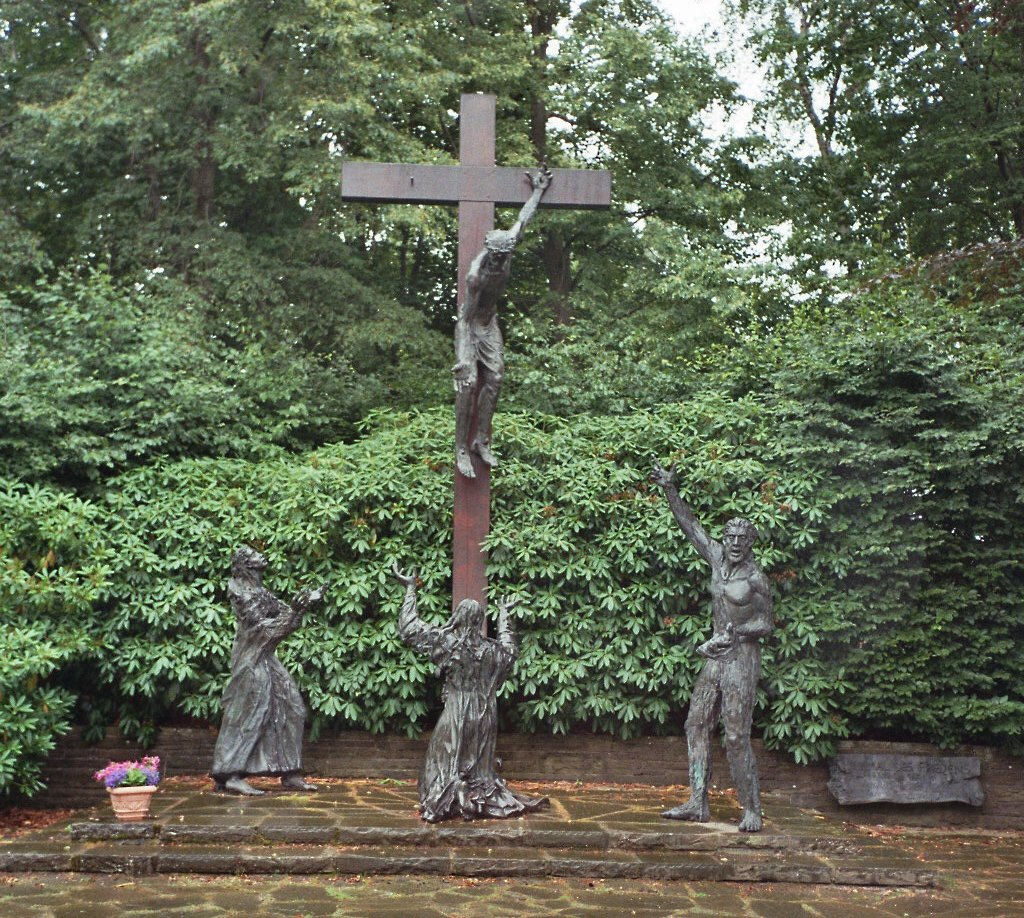
Memorial a Vossenack dedicat a tots els que van caure durant la Batalla del Bosc de Hütgen

La Història Oficial Americana estima que van ser destinats uns 120.000 soldats, a més dels reemplaçaments, i que al final havien 24.000 baixes a més de 9.000 no-combatents. Dues divisions, la 4a i la 9a d'Infanteria van quedar tan danyades que van haver de ser retirades del front per recuperar-se.
La batalla per Schmidt va costar 6.184 baixes americanes (comparades amb les 4.000 baixes de les dues divisions a Omaha Beach. Les alemanyes van ser d'uns 3.000 homes.
A la segona fase, la 4a Divisió avançà una milla i mitja pel 20 de novembre amb 1.500 baixes en combat, a més de centenars més causats pel peu de trinxera, congelació i fatiga. Després de dues setmanes, es van guanyar 3 milles amb 4.053 baixes en combat i 2.000 de rereguarda, fent que els totals de novembre pugessin a 170 oficials i 4.754 homes.
Algunes unitats que també van lluitar a Omaha Beach van afirmar que aquesta va ser molt més sagnant.